# Міжнародний день Навруз
Міжнародний день Навруз (офіційними мовами ООН (англ. Nowruz Day; фр. Journée internationale du Novruz; ісп. Día Internacional del Novruz; рос. Международный день Навруз) – Міжнародний день ООН, встановлений резолюцією A/RES/64/253 Генеральної Асамблеї ООН 23 лютого 2010 року, який відзначається щорічно 21 березня.

## Історія
23 лютого 2010 року, з ініціативи Азербайджану, Албанії, Афганістану, Македонії, Індії, Ірану, Казахстану, Киргизстану, Таджикистану, Туркменістану та Туреччини, Генеральна Асамблея визнала 21 березня як Міжнародний день Навруз.
Слово Навруз (Новруз, Навруз, Нооруз, Невруз, Науриз), означає новий день, його написання і вимова може варіюватися в залежності від країни.
Навруз, день весняного рівнодення, відзначається як початок нового року більш ніж 300 мільйонами жителів у всьому світі і святкується більше 3000 років на Балканах, на Близькому Сході, на Кавказі, в Центральній Азії, в басейні Чорного моря і в інших регіонах.
Свято далеких предків Навруз включене в 2009 році ЮНЕСКО до Репрезентативного списку нематеріальної культурної спадщини людства (англ. UNESCO’s Representative List of the Intangible Cultural Heritage of Humanity) як культурна традиція багатьох народів, воно знаменує перший день весни і оновлення природи.
Навруз відіграє значну роль у зміцненні зв'язків між народами на основі взаємної поваги і ідеалів миру і добросусідства. Його традиції і ритуали відображають культурні та стародавні звичаї цивілізацій Сходу і Заходу, які поширені в контексті взаємного обміну людськими цінностями.
Святкування Навруза означає твердження життя в гармонії з природою, усвідомлення нерозривного зв'язку між творчою працею і природними циклами оновлення і дбайливе і шанобливе ставлення до природних джерел життя.

## Мета Міжнародного дня Навруз
Це свято спрямоване на просування цінностей миру і солідарності, як між поколіннями, так й в сім'ї, а також примирення та добросусідства, сприяння збереження культурного розмаїття і зміцненню дружби між народами і різними громадами.
ООН, встановлюючи святкування цього дня, спиралася на базові документи ЮНЕСКО щодо культурного співробітництва та культурної спадщини:
- Декларацію принципів міжнародного культурного співробітництва ЮНЕСКО (4 листопада 1966 р.);[4]
- Конвенцію ЮНЕСКО про охорону всесвітньої культурної і природної спадщини;[5]
- Загальну декларацію ЮНЕСКО про культурне різноманіття (від 2 листопада 2001 р.);[6]
- Конвенцію про охорону нематеріальної культурної спадщини, прийняту 17 жовтня 2003 р. Генеральною конференцією ЮНЕСКО.[7]

ООН у своїй резолюції A/RES/64/253 відзначила, що в цих актах міститься заклик до встановлення більш широкої солідарності, заснованої на визнанні культурного розмаїття, усвідомленні єдності людства і розвитку міжкультурних обмінів, а також визнала важливість охорони нематеріальної культурної спадщини, зокрема народних звичаїв, ритуалів і свят як на національному, так і на міжнародному рівнях.

## Послання до Міжнародного дня Навруз
На важливість відзначення цього дня зверталася увага в щорічних посланнях до Міжнародного дня Навруз Генерального секретаря ООН (2016, 2015, 2014, 2013, 2012, 2011 та 2010 років) та Генерального директора ЮНЕСКО (2017, 2016, 2015, 2014, 2013, 2012 років).
Генеральний секретар ООН в посланні до святкування першого Міжнародного дня Навруз зазначав, що саме рішення ГА ООН про його святкування є усвідомлення в світі зростаючого значення Навруза не тільки в регіонах, де він відзначається, але й у всьому світі та висловив надію, що народи, спираючись на історію і обряди цього свята, будуть прагнути жити в гармонії з природним світом і кріпити мир і добру волю.
В своєму посланні 2016 року до святкування восьмого дня Генеральний секретар ООН звертав увагу, що притаманний Наврузу дух дружби, солідарності та дбайливого ставлення до навколишнього середовища глибоко співзвучний цінностям ООН та зазначав, що Навруз стирає національні кордони, гасить релігійні розбіжності і усуває інші відмінності, об'єднуючи спільноти узами доброї волі.
Генеральна директорка ЮНЕСКО Ірина Бокова акцентувала увагу на те, що Навруз допомагає людству виявитися на висоті на нинішньому етапі історії.